# Nederlandse kampioenschappen schaatsen afstanden 1989 - 5000 meter vrouwen
De 5000 meter vrouwen op de Nederlandse kampioenschappen schaatsen afstanden 1989 werd gehouden op de ijsbaan van Thialf, in januari 1989. Titelverdedigster was Yvonne van Gennip, die de titel pakte tijdens de Nederlandse kampioenschappen schaatsen afstanden 1988. Zij wist haar titel te prolongeren.

## Statistieken

### Uitslag
| #      | Schaatser            | Tijd    |
| ------ | -------------------- | ------- |
| Goud   | Yvonne van Gennip    | 7.35,51 |
| Zilver | Marieke Stam         | 7.41,58 |
| Brons  | Hanneke de Vries     | 7.42,00 |
| 4      | Ingrid Paul          | 7.42,33 |
| 5      | Petra Moolhuizen     | 7.42,70 |
| 6      | Herma Meijer         | 7.47,93 |
| 7      | Marga Preuter        | 7.49,63 |
| 8      | Jolanda Grimbergen   | 7.53,50 |
| 9      | Anja Bollaart        | 7.54,94 |
| 10     | Henriët van der Meer | 7.55,56 |
| 11     | Petra Grimbergen     | 8.00,02 |
| DQ     | Grietje Mulder       | ––––    |

## Uitslag
- Uitslagen NK Afstanden 1989 op SchaatsStatistieken.nl

1987 · 
1988 · 
1989 · 
1990 · 
1991 · 
1992 · 
1993 · 
1994 · 
1995 · 
1996 · 
1997 · 
1998 · 
1999 · 
2000 · 
2001 · 
2002 · 
2003 · 
2004 · 
2005 · 
2006 · 
2007 · 
2008 · 
2009 · 
2010 · 
2011 · 
2012 · 
2013 · 
2014 · 
2015 · 
2016 · 
2017 · 
2018 · 
2019 · 
2020 · 
2021 · 
2022 · 
2023 · 
2024 · 
2025